# 창어 2호
창어 2호(중국어 간체자: 嫦娥二号, 정체자: 嫦娥二號, 병음: Cháng'é Èr Hào)는 중화인민공화국의 두 번째 달 탐사위성으로 2010년 10월 1일에 시창 위성발사기지에서 18시 59분 57초(중국 시간)에 발사되었다.

## 같이 보기
- 창어 계획